# Melitaea nigrogygia
Melitaea nigrogygia är en fjärilsart som beskrevs av Ruggero Verity 1939. Melitaea nigrogygia ingår i släktet Melitaea och familjen praktfjärilar. Inga underarter finns listade i Catalogue of Life.